# 사카이 다다아쓰
사카이 다다아쓰(일본어: 酒井忠温, 1732년 9월 5일 ~ 1767년 2월 14일)는 일본 에도 시대의 다이묘로, 쇼나이번의 6대 번주이다.
교호 17년(1732년) 7월 17일, 쇼나이 번의 5대 번주 사카이 다다요리의 맏아들로 태어났다. 엔쿄 3년(1746년) 12월에 종5위하, 셋쓰노카미에 서임되었다. 메이와 3년(1766년), 아버지 다다요리가 사망하자 번주직을 계승하였다. 그러나 이듬해 1월 16일에 36세의 나이로 사망하였다. 맏아들인 다다아리가 그 뒤를 이었다.
| 전임 사카이 다다요리 | 제6대 쇼나이번 번주 1766년 ~ 1767년 | 후임 사카이 다다아리 |